# Erprobungsstelle Tarnewitz
Die Erprobungsstelle Tarnewitz (auch: E-Stelle Tarnewitz) auf der künstlich angelegten Halbinsel Tarnewitz am östlichen Ende der Boltenhagener Bucht diente der deutschen Luftwaffe bis zum Ende des Zweiten Weltkriegs zur Erprobung von Flugzeug- und Bordwaffen.

## Geschichte

### Zeit des Nationalsozialismus
Der Versailler Vertrag sah für Deutschland ein Verbot von modernen Waffen wie dem Wiederaufbau von Luftwaffen vor. Trotz dieser friedensvertraglichen Regelungen suchte im Jahr 1933 die Luftwaffe nach einem geeigneten Platz für Waffentests. Dabei stieß sie auf die unberührte Sandbank an der Ostseeküste. Die nationalsozialistische deutsche Regierung gab im März 1933 bekannt, dass sie die Abrüstungsbestimmungen des Versailler Vertrags nicht beachten werde. Im selben Monat äußerte Hermann Göring, dass eine Luftwaffe bestehe. Im September 1935 wurde mit den Bauarbeiten begonnen. Es wurden Deiche aufgeschüttet sowie Spundwände gesetzt. Mit einem für damalige Verhältnisse riesigen technischen Aufwand wurde die Halbinsel mit Seesand aufgespült und vollständig mit einer Bitumendecke versiegelt. Nach der Errichtung von Hallen und Labors nahm die Erprobungsstelle 1937 ihren Betrieb auf.

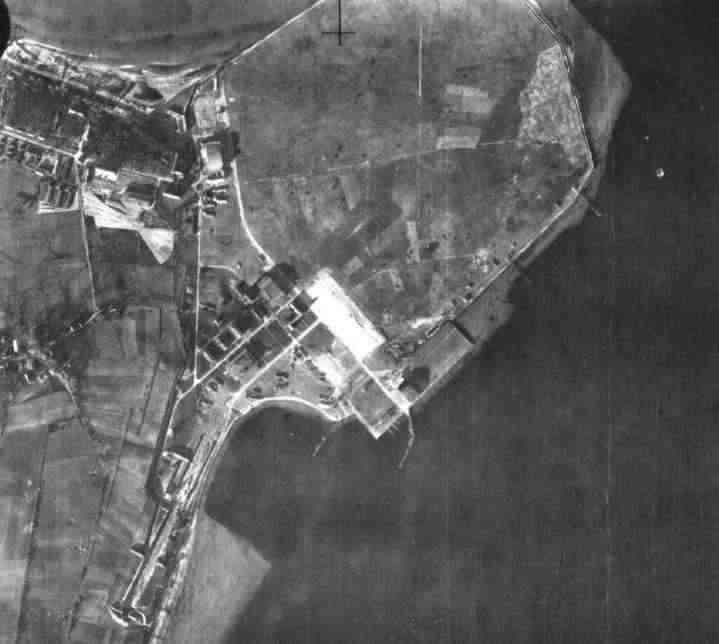
Alte Fliegeraufnahme der Halbinsel Tarnewitz aus dem Jahr 1941

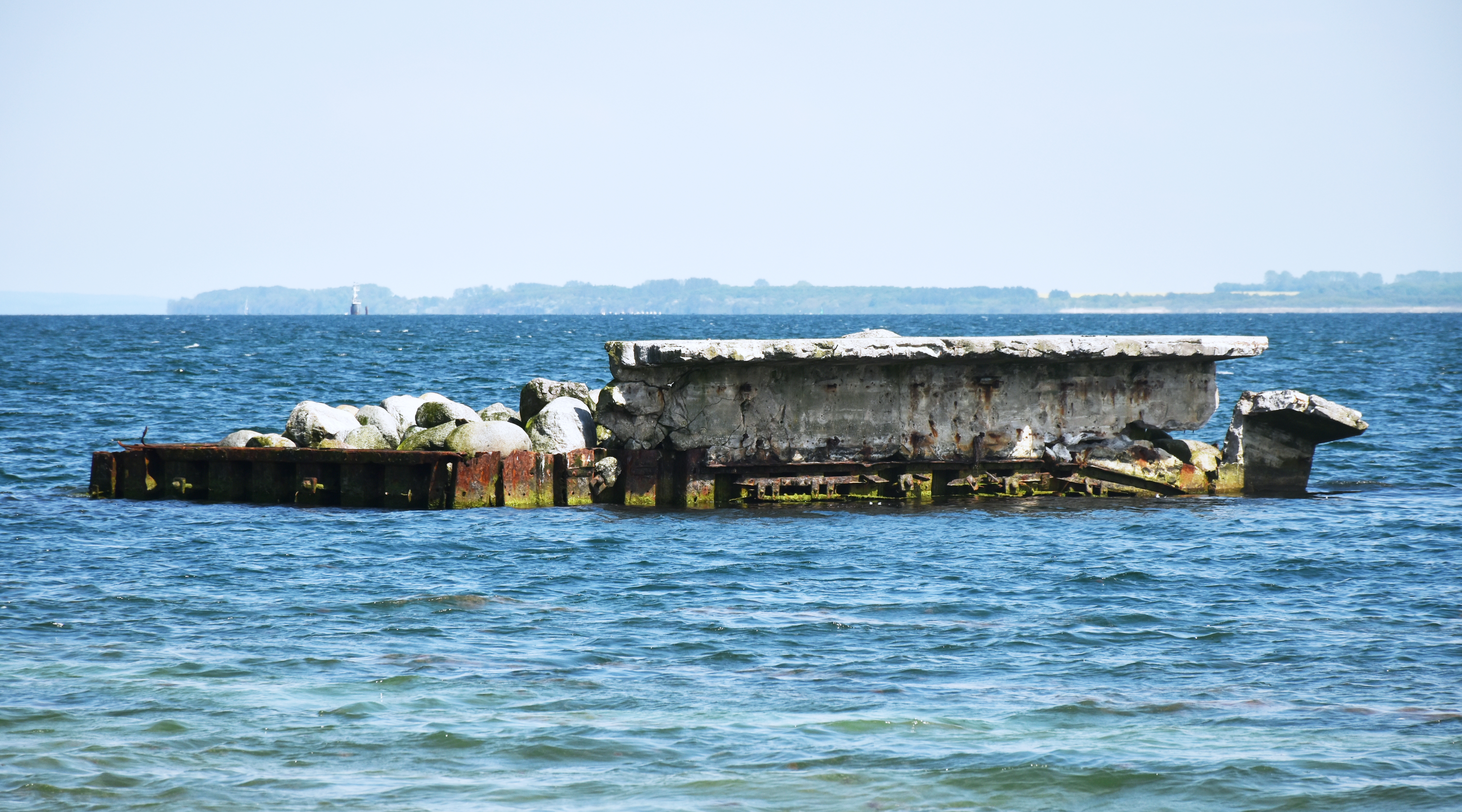
Aktuell noch sichtbare Überreste in der Ostsee vor dem Tarnewitzer Huk

Der E-Stelle oblag die Erprobung der durch die Industrie entwickelten Waffensysteme und im engen Zusammenhang auch die Weiterentwicklung bis zur Einsatzreife. Auch wurde auf Basis der im Einsatz gesammelten Erfahrungen die günstigsten Einbauvarianten von Waffen und deren Systeme ermittelt. Außerdem erfolgte die Erprobung von Maschinengewehren, Bordkanonen, Bordraketen und Sondergeräten. Für Ausrüstungsversuche wurden vor allem Flugzeuge der Typen Me 262, Bf 110, Fw 190 sowie Ba 349 verwendet. Kurz vor Kriegsende 1945 wurden die wichtigsten Erprobungsflugzeuge nach Schleswig-Holstein überführt. Amerikanische Truppen nahmen die E-Stelle schließlich ein. Es folgten die Engländer und später die Rote Armee, die auf dem Areal die Zufahrtsstraßen, Teile des Rollfeldes sowie übriggebliebene Anlagen sprengte.

### Nachkriegsgeschichte
Nachdem sich mehrere Jahre niemand um die Halbinsel kümmerte, wurde diese 1952 von der See-Polizei übernommen. Später wurde das Objekt der 4. Flottille der Volksmarine zugeordnet, die auf dem Gelände einen Stützpunkt errichtete. 1963 nahm die Grenzbrigade Küste das Gebiet in Besitz, die Tarnewitz bis zur Auflösung der NVA 1990 unter Kontrolle hielt. In dieser Zeit wurden der Hafen erneuert sowie zahlreiche neue Gebäude und Anlagen errichtet. Die Bundeswehr übernahm das Objekt 1990, zog sich aber bald wieder zurück. Mittlerweile wurden Teile der Halbinsel, das heutige Gelände der Weißen Wiek, zu einer Marina mit angrenzender Hotelanlage und Badestrand ausgebaut. Dazu wurden sämtliche von der NVA errichteten Gebäude und Anlagen abgerissen. Der größere Teil der Halbinsel wurde als Naturschutzgebiet Tarnewitzer Huk ausgewiesen.